# والدز (آلاسکا)
والدز (به انگلیسی: Valdez) شهری در ناحیه سرشماری والدز-کوردووا ایالت آلاسکا است که جمعیت آن در سرشماری سال ۲۰۰۰ میلادی ۴۰۳۶ نفر بوده‌است.